# Monocerotesa papuensis
Monocerotesa papuensis là một loài bướm đêm trong họ Geometridae.